# Metacarcinus

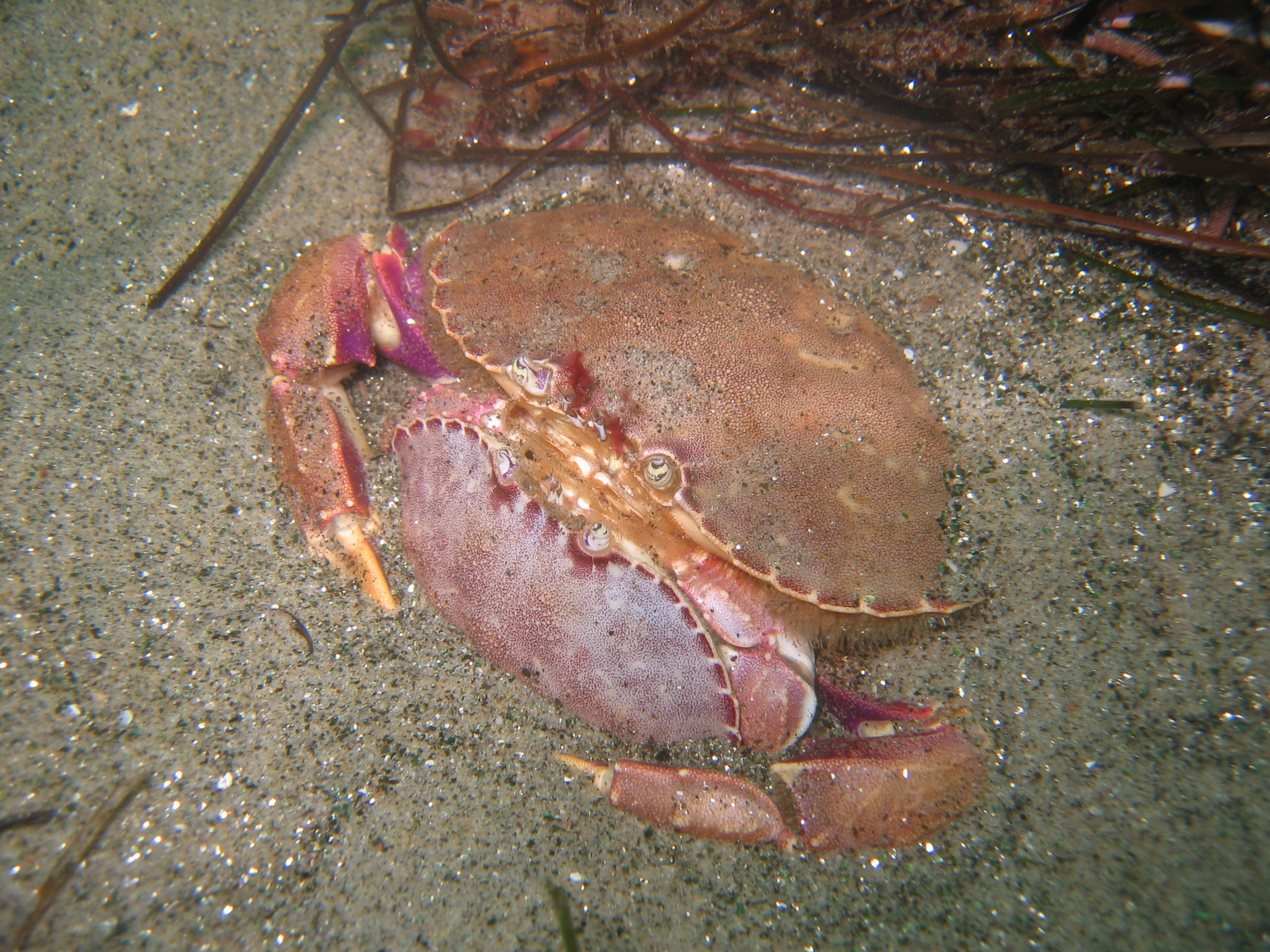
Kopulująca para Metacarcinus gracilis

Metacarcinus – rodzaj skorupiaków z infrarzędu krabów i rodziny Cancridae.

## Opis
Kraby te mają jajowaty karapaks o długości wynoszącej około ⅔ jego największej szerokości, o powierzchni ze słabo zaznaczonym podziałem na gładkie lub delikatnie ziarenkowane regiony. Krawędź frontalna zwykle nie wystaje przed orbitalne, a łączna długość tych krawędzi wynosi 26–34% największej szerokości karapaksu. Na krawędzi frontalnej znajduje się, włącznie z wewnętrznymi orbitalnymi, 5 kolców, z których środkowy wyrasta niżej niż pozostałe. Po 9–10 kolców znajduje się na obu krawędziach przednio-bocznych karapaksu; mogą być one różnego kształtu. Krawędzie tylno-boczne są obrzeżone i mogą mieć po jednym kolcu. Propodit szczypiec cechuje krawędź górna położona pod kątem około 120° do krawędzi dystalnej, wyposażona w ostre kolce lub ziarenkowaty albo gładki kil. Na powierzchni zewnętrznej owego propoditu znajdują się zwykle 4 kile. Krawędzie tnące palców szczypiec mają ostre zęby. Nieruchomy palec ma dwa kile: środkowy i na krawędzi dolnej.

## Taksonomia i ewolucja
Takson ten wyróżnił w 1862 roku Alphonse Milne-Edwards. J. Dale Nations klasyfikował go w 1975 jako podrodzaj w rodzaju Cancer. Obecnie traktowany jest jako odrębny rodzaj, obejmujący 5 gatunków współczesnych:
- Metacarcinus anthonyi (Rathbun, 1897)
- Metacarcinus edwardsii (Bell, 1835)
- Metacarcinus gracilis (Dana, 1852)
- Metacarcinus magister (Dana, 1852)
- Metacarcinus novaezelandiae (Hombron & Jacquinot, 1846)

oraz 8 gatunków wymarłych:
- †Metacarcinus danai Nations, 1975
- †Metacarcinus davidi Nations, 1975
- †Metacarcinus granti (Rathbun, 1932)
- †Metacarcinus goederti Schweitzer et Feldmann, 2000
- †Metacarcinus izumoensis Sakumoto, Karasawa, and Takayasu, 1992
- †Metacarcinus jenniferae Nations, 1975
- †Metacarcinus minutoserratus (Nagao, 1941)
- †Metacarcinus starri Berglund et Goedert, 1996

Najstarsze skamieniałości z tego rodzaju pochodzą z oligocenu i należą do M. goederti.